# Cotylephora
Cotylephora é um género botânico pertencente à família Malvaceae.